# Gliese 581 d
Gliese 581 d è un pianeta extrasolare che orbita intorno a Gliese 581, una nana rossa distante circa 20,5 anni luce dalla Terra visibile nella costellazione della Bilancia.
Il pianeta è, stando alle ultime rilevazioni effettuate, il quarto in ordine di distanza dalla stella. Nell'aprile del 2009 ulteriori misurazioni hanno rilevato che l'esopianeta si troverebbe all'interno della zona abitabile del sistema planetario e presenterebbe condizioni fisiche soddisfacenti per ospitare acqua allo stato liquido, tanto che lo stesso Stéphane Udry, che nel 2007 scoprì il pianeta, lo definì «il primo vero candidato ad essere un pianeta oceanico».
Con la sua massa pari a circa sette volte quella terrestre ed una superficie doppia, Gliese 581 d rientra nel novero delle super Terre, categoria che comprende i pianeti aventi massa compresa tra 1,9 e 10 masse terrestri.
Uno studio del 2014 da parte di Paul Robertson e colleghi ha smentito l'esistenza del pianeta, affermando che il segnale era un artefatto causato da proprietà stellari e non da un corpo orbitante attorno a Gliese 581. Tuttavia, una successiva rianalisi dei dati suggerisce che il pianeta potrebbe realmente esistere.

## Scoperta

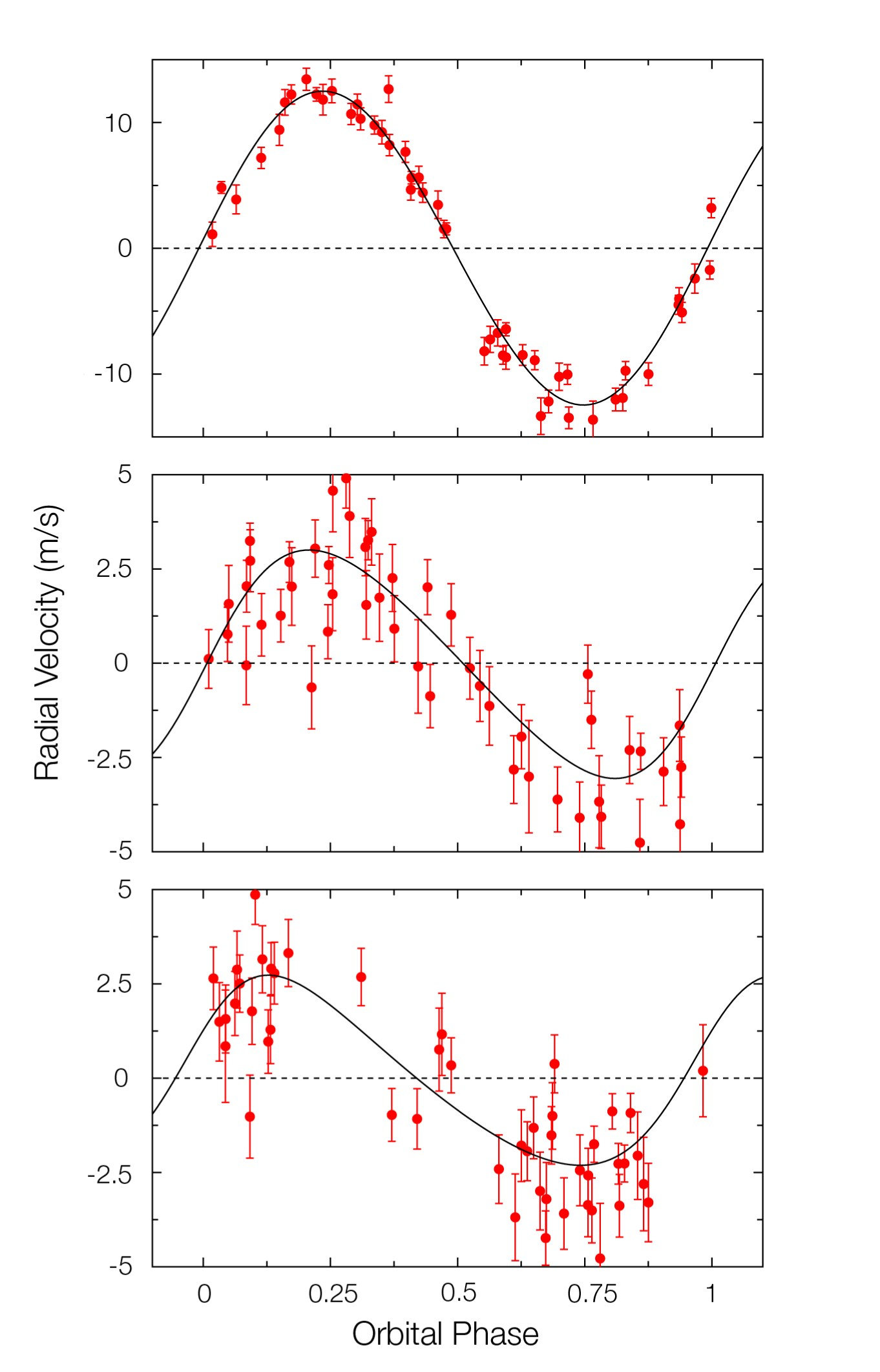
Modello kepleriano a tre pianeti delle variazioni della velocità radiale di Gliese 581. I grafici mostrano la curva di velocità che risulta dalle influenze di tre dei sei pianeti; i punti rappresentano i valori di velocità radiale osservati, previa rimozione degli effetti degli altri due pianeti.

Gliese 581 d è stato scoperto da un gruppo di astronomi guidato da Stéphane Udry nell'ambito del programma di ricerca di pianeti extrasolari attivato presso l'Osservatorio di Ginevra.
Il gruppo di ricercatori dello Stellar Kinematic and Planet Search era composto tra gli altri da Michel Mayor, coordinatore del progetto e già scopritore nel 1995 di 51 Pegasi b, primo pianeta extrasolare della storia ad essere individuato con il metodo della velocità radiale, proveniente dall'Osservatorio di Ginevra, Stéphane Udry dell'Osservatorio di Ginevra, Nuno Santos, collaboratore regolare del Centro di Astrofisica dell'Università di Porto e Xavier Bonfils del Laboratorio d'Astrofisica dell'Osservatorio di Grenoble.
Il team si è servito dello spettrografo di precisione HARPS, uno strumento disegnato appositamente per la misurazione di specifiche velocità radiali che viene usato sin dagli anni novanta per la ricerca di pianeti extrasolari. Questo spettrografo ad alta risoluzione era montato sul telescopio di 3,6 metri dell'European Southern Observatory presso l'osservatorio di La Silla, in Cile.
Il programma di ricerca del gruppo di Mayor prevedeva come obiettivo primario l'individuazione di esopianeti orbitanti attorno a nane rosse di classe spettrale M.
Il sistema di GJ 581 venne considerato particolarmente interessante dal gruppo di ricercatori guidato da Mayor perché due dei pianeti extrasolari precedentemente scoperti attorno alla stella, Gliese 581 b e c, erano situati nei pressi della zona abitabile del sistema planetario. L'obiettivo della ricerca di Mayor, comunque, più che l'individuazione di pianeti extrasolari di tipo terrestre, era dimostrare che era possibile individuare pianeti rocciosi orbitanti attorno a nane rosse all'interno della zona abitabile utilizzando la spettroscopia Doppler.
Per la scoperta si è utilizzata la tecnica della velocità radiale, in cui dimensioni e massa di un pianeta sono determinate sulla base di leggere perturbazioni che il pianeta stesso induce sull'orbita della sua stella a causa della forza di gravità che esercita su di essa.
La scoperta dell'esopianeta, assieme a quella della vicina Super Terra Gliese 581 c, è stata annunciata il 25 aprile 2007 dal responsabile del team, l'astronomo Michel Mayor, in una nota stampa ufficiale dell'ESO.  Il pianeta, pur presentando una massa più grande (allora calcolata in 7,7 masse terrestri, dato poi corretto nel 2009 in 7,09) rispetto a quella di GJ 581 c, interessò gli astronomi per la sua vicinanza alla zona abitabile.

## Caratteristiche fisiche

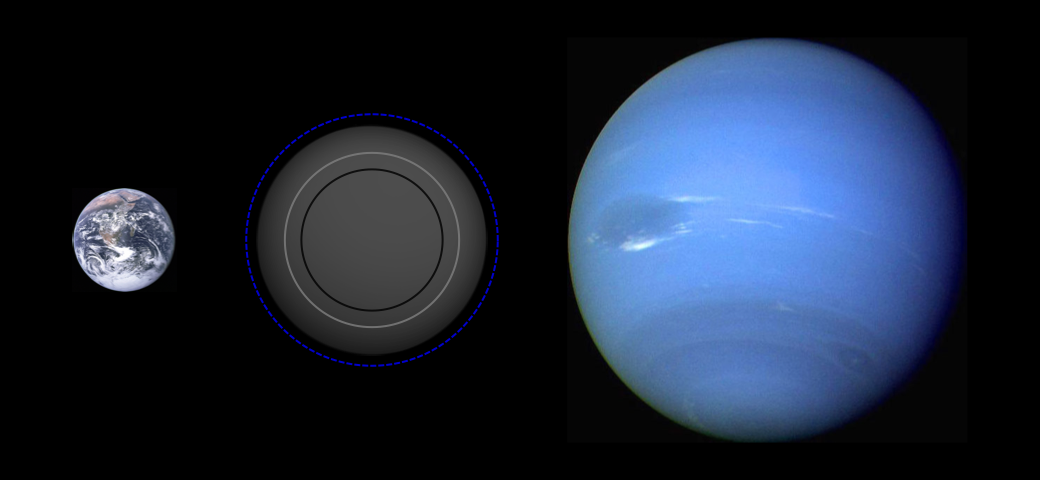
Raffronto tra le dimensioni della Terra, di Gliese 581 d e di Nettuno.

Le analisi cinematiche di Gliese 581 indicano un valore per la massa minima del pianeta di circa 5,6 masse terrestri (M⊕); le stime iniziali attestavano valori maggiori, circa 7 M⊕. Le simulazioni dinamiche del sistema di Gliese 581, assumendo che le orbite dei pianeti siano complanari, mostrano l'insorgere dell'instabilità qualora le masse dei pianeti eccedano di 1,6 – 2 volte il valore della massa minima. Utilizzando le stime iniziali della massa minima, si stima che il limite superiore della massa che Gliese 581 d dovrebbe avere senza alterare la stabilità del sistema è pari a circa 13,8 M⊕.

## Clima e abitabilità

Le orbite dei pianeti di Gl 581; l'anello azzurro indica l'estensione della zona abitabile.

Gliese 581 d si trova su un'orbita paragonabile a quella di Mercurio, ma essendo la sua stella una fredda nana rossa, molto più piccola del Sole, i parametri della zona abitabile sono ridotti rispetto a quelli del nostro sistema solare.
Al momento della loro scoperta, sia GJ 581 c, sia GJ 581 d venivano supposti all'interno della zona abitabile, e anzi, il pianeta c, proprio per la sua similitudine con la Terra, veniva proposto come un potenziale candidato per la ricerca di vita extraterrestre. Successive analisi hanno rilevato che, mentre c si trova al di fuori della zona abitabile, ricevendo il 30% di energia in più dalla sua stella di quanto Venere non ne riceva dal Sole, essendo pertanto improbabile lo sviluppo sulla sua superficie di una qualche forma di vita, Gliese 581 d si trova proprio al margine della zona abitabile.
Gliese 581 d sarebbe simile ad un primitivo Marte, ma non sarebbe destinato a subire lo stesso destino del pianeta rosso perché la sua massa elevata permetterebbe il mantenimento di un'atmosfera per miliardi di anni. Tuttavia, a causa della sua prossimità al limite esterno della zona abitabile, la possibilità di esistenza della vita su d è controversa. Il pianeta, infatti, sarebbe caratterizzato da basse temperature, scarsa luce e una poco intensa protezione all'esposizione delle radiazioni stellari. Inoltre, durante la sua orbita caratterizzata da un'eccentricità di 0,20 ±0,10, il pianeta lascerebbe la zona abitabile in alcuni tratti del suo moto di rivoluzione, anche se ciò potrebbe non avere effetti sulla sua abitabilità nel momento in cui si scoprisse che il pianeta sia in possesso di un'atmosfera sufficientemente densa.

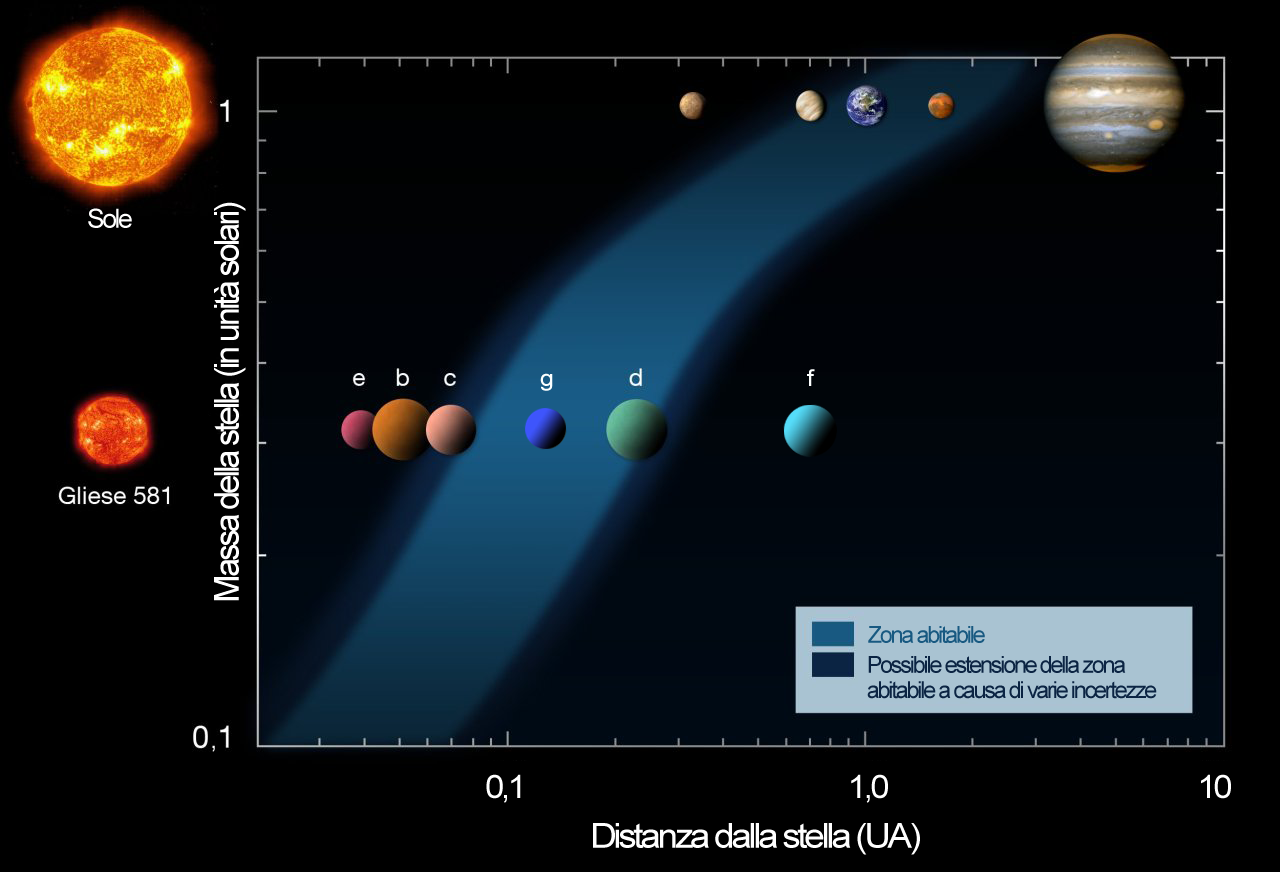
La zona abitabile del sistema di Gliese 581 messa a confronto con quella del nostro sistema solare.

In sostanza, il mantenimento di acqua liquida sulla superficie, e quindi di vita, sarebbe vincolato alla presenza di un eventuale effetto serra. In un più recente ed accurato studio dei dati, tuttavia, l'ipotesi dell'abitabilità del pianeta da parte di forme di vita, sia vegetali che animali, è stata data per maggiormente possibile, a dispetto del fatto che molto probabilmente il pianeta non ruoti sul proprio asse. In base ad un più preciso modello di simulazione, infatti, è stato dimostrato che la presenza di una densa atmosfera di diossido di carbonio - molto probabile date le grandi dimensioni del pianeta - permetterebbe un clima stabile e caldo abbastanza da consentire la presenza di acqua liquida, quindi di oceani, nuvole e piogge; uno dei fattori chiave sarebbe costituito dallo scarso effetto dello scattering di Rayleigh, in quanto la luce di Gliese 581 è rossa, e sarebbe quindi in grado di penetrare quasi totalmente la densa atmosfera ricca di carbonio, che si riscalderebbe anche grazie al conseguente effetto serra. Inoltre, la simulazione tridimensionale della circolazione atmosferica ha mostrato che il calore della luce stellare sarebbe efficientemente redistribuito su tutto il pianeta, impedendo collassi atmosferici anche sul lato oscuro e sui poli. Lo studio ha anche messo a punto ulteriori test da effettuare in futuro con telescopi più potenti per appurare se, ad esempio, nell'atmosfera non sia rimasta un'eccessiva quantità di idrogeno, oppure al contrario se un vento stellare troppo violento non l'abbia spazzata via, rendendo in entrambi i casi il pianeta inabitabile. In ogni caso, se fosse effettivamente adatto alla vita, Gliese 581 d sarebbe un luogo insolito, caratterizzato da una perenne luce crepuscolare, a causa della (supposta) densa atmosfera, e con una gravità pari a una volta e mezzo quella terrestre (un uomo di 70 kg ne peserebbe 100 su Gliese 581 d). Tuttavia, la più importante implicazione di questi risultati potrebbe essere nel lungo periodo proprio l'idea che i pianeti adatti alla vita non debbano necessariamente essere come la Terra.

## Missioni future

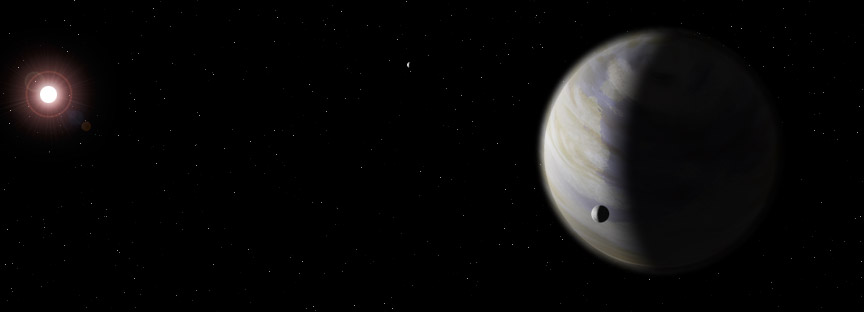
Rappresentazione artistica del pianeta.

Sebbene una missione spaziale diretta verso Gliese 581 d sia attualmente non proponibile a causa dell'enorme distanza che lo separa dalla Terra, il pianeta, assieme a Gliese 581 c, è considerato come un obiettivo ideale per le missioni Darwin dell'Agenzia Spaziale Europea e Terrestrial Planet Finder della NASA. I due progetti prevedono lo studio dei pianeti extrasolari di tipo terrestre e l'eventuale ricerca di vita mediante l'analisi della composizione della loro atmosfera. Si potrà chiarire, ad esempio, se i pianeti presentano un'atmosfera simile a quella di Venere, dominata da anidride carbonica, o un'atmosfera più ricca di ossigeno, con tutte le implicazioni che ciò avrebbe per l'esistenza di vita extraterrestre.

## Messaggi dalla Terra
Il 9 ottobre 2008 i membri del social network Bebo hanno inviato una trasmissione radio verso Gliese 581, servendosi del radio telescopio RT-70, di proprietà dell'Agenzia Spaziale Ucraina. La trasmissione radio, chiamata semplicemente "A Message from Earth" (Un messaggio dalla Terra), è una capsula del tempo digitale che contiene immagini e messaggi degli utenti della community; il messaggio non dovrebbe raggiungere la stella prima del 2029. Nel caso vi fosse una risposta, quindi, essa non arriverebbe alla Terra prima del 2049.
Nel 2009 anche la rivista australiana Cosmos ha lanciato un sito web dedicato a raccogliere messaggi destinati a Gliese 581 d. Gli oltre 25.000 messaggi raccolti sono stati trasmessi dal radio telescopio DSS-43 presso il Canberra Deep Space Communication Complex il 28 agosto del 2009.